# Оршансько-Могильовська рівнина
53°43′00″ пн. ш. 31°00′00″ сх. д. / 53.71667° пн. ш. 31° сх. д.
Оршансько-Могильовська рівнина — рівнина в Могильовській і на крайньому південно-сході Вітебської області.
Протяжність з північно-заходу на південний схід більш ніж 200 км, із заходу на схід від 50 км до 120 км. Висота 150—200 м, відносні перевищення над сусідніми рівнинами на заході і півдні 40 — 50 м.
Поверхня платовидна, місцями хвиляста, із загальним нахилом на південь. Уздовж Дніпра, Проні і Сожа піщані зандрові рівнини і надпойменні тераси, поверхня яких місцями ускладнена дюнами і камами. Часто зустрічаються суффозіонні западини, на південно-сході — карстові воронки.
Найбільші річки: Дніпро (від Орші до Могильова), Проня з Басеюі Рестою, Сож з Волчесом, Лобжанкою і Сенною. На півдні течуть праві притоки Беседі — Жадунька з Крупнею, Деражня.
Під лісом 25 % території. На півночі збереглися невеликі ділянки ялинового та широколистно-ялиновихі лісів.